# 24 каприси (Паганіні)
24 каприси для скрипки соло Op. 1 Нікколо Паганіні — цикл п'єс написаний між 1802 і 1817 роками, і вперше опублікований 1819 року видавництвом Edition Peters.

## Список каприсів
| - Каприс № 1, мі мажор: Andante - Каприс № 2, сі мінор: Moderato - Каприс № 3, мі мінор: Sostenuto – Presto - Каприс № 4, до мінор: Maestoso - Каприс № 5, ля мінор: Agitato - Каприс № 6, соль мінор: Lento - Каприс № 7, ля мінор: Posato - Каприс № 8, мі-бемоль мажор: Maestoso - Каприс № 9, мі мажор: Allegretto - Каприс № 10, соль мінор: Vivace - Каприс № 11, до мажор: Andante – Presto - Каприс № 12, ля-бемоль мажор: Allegro | - Каприс № 13, сі-бемоль мажор: Allegro - Каприс № 14, мі-бемоль мажор: Moderato - Каприс № 15, мі мінор: Posato - Каприс № 16, соль мінор: Presto - Каприс № 17, мі-бемоль мажор: Sostenuto – Andante - Каприс № 18, до мажор: Corrente: Allegro - Каприс № 19, мі-бемоль мажор: Lento – Allegro Assai - Каприс № 20, ре мажор: Allegretto - Каприс № 21, ля мажор: Amoroso: Presto - Каприс № 22, фа мажор: Marcato - Каприс № 23, мі-бемоль мажор: Posato - Каприс № 24, ля мінор: Tema con Variazioni: Quasi Presto |

## Твори, написані на теми каприсів Паганіні
Теми каприсів Паганіні лягли в основу ряду творів композиторів наступних поколінь. Зокрема:
- Р. Шуман
  - Етюди за каприсами Паганіні (1832)
  - Шість концертних етюдів за каприсами Паганіні (1833)
- Ф. Ліст: Великі етюди за Паганіні (1851)
- Й. Брамс: Варіації на тему Паганіні (1862-63, за 24-м каприсом)
- С. Рахманінов: Рапсодія на тему Паганіні (1934, за 24-м каприсом)
- В. Лютославський: Варіації на 24-й каприс Паганіні для фортепіано з оркестром.